# Banisveld
Het Banisveld is een gebied van 115 ha op de grens van de gemeenten Oirschot en Boxtel, dat pas in het begin van de 20e eeuw is ontgonnen en dat lange tijd een zeer grootschalige verkaveling heeft gekend. Er was een rundveebedrijf gevestigd. Ook was er een vuilstort van de gemeente Boxtel aanwezig.
In 1996 is dit gebied opgekocht door de Vereniging Natuurmonumenten die de opstallen heeft verwijderd en de voedselrijke bovenlaag heeft afgevoerd. Dankzij de nog levenskrachtige zaden in de zaadbank kwamen er al snel zeldzame planten tot ontwikkeling.
Binnen een tijdsverloop van 10 jaar is het gebied veranderd van een grootschalige landbouwgebied in natuur waar 300 verschillende soorten hogere planten zijn aangetroffen.
Tot deze planten behoren: klokjesgentiaan, kleine zonnedauw, ronde zonnedauw, teer guichelheil, gevlekte orchis, gewone rietorchis, gevlekte rietorchis, bosorchis, moeraswespenorchis, brede wespenorchis, echt duizendguldenkruid, ijzerhard, moeraswolfsklauw, grote wolfsklauw, oeverkruid, stekelbrem, klein warkruid, gaspeldoorn, waterlepeltje, moerashertshooi, bosdroogbloem, bruine snavelbies, galigaan, grondster, kruipbrem en kamgras.
Van de vlinders worden genoemd: kleine ijsvogelvlinder, grote weerschijnvlinder, heideblauwtje en bont dikkopje.
Reptielen als de levendbarende hagedis en amfibieën als de groene kikker, heikikker, poelkikker, kleine watersalamander en vinpootsalamander worden er aangetroffen. Het graven van poelen heeft de komst van deze dieren mogelijk gemaakt.
De voormalige vuilnisbelt is afgedekt en omgevormd tot een uitkijkheuvel. Er zijn wandelroutes in het gebied uitgezet.
Het gebied vormt een verbindende schakel tussen De Mortelen en de Kampina, en daarmee een onderdeel van het Nationaal Landschap Het Groene Woud. Daartoe is het ook mogelijk gemaakt dat grazende kudden de bestaande wegen kunnen oversteken.